# Распопова, Нина Николаевна
Нина Николаевна Распопова (ум. 1865) — русская писательница, переводчица

 и педагог.

## Биография
Из дворянской семьи. Отец — Николай Максимович (ум. в 1836), харьковский губернский почтмейстер, коллежский советник. Мать — Надежда
Петровна. Распопова с отличием окончила Александровское училище Воспитательного общества благородных девиц (Смольный институт, 1844—1851). В 1853 году получила свидетельство об окончании специального двухгодичного педагогического класса при Александровском училище. Не имея состояния,  вынуждена была работать, некоторое время — при Смольном институте, затем поступила гувернанткой в дом графа Е. В. Путятина.
Была назначена воспитательницей великих княгинь Ольги Константиновны и Веры Константиновны. 
Кроме педагогической деятельности, Нина Николаевна Распопова активно трудилась на литературном поприще и состояла в числе сотрудников женского журнала «Лучи» (под редакцией Александры Ишимовой) с отделами: словесность, науки, новые книги и прочее. 
Из сочинений Н. Н. Распоповой известны следующие: «Год за границей», 1856—1857», «Лучи», 1858 г., № 3, 10 и 12; «Письмо к русским друзьям за границей», «Лучи», № 9; «Черты русского народного воспитания» — «Лучи», 1852 г., Т. 5; «Поездка на гору Св. Креста» — «Лучи», 1854 г., № 3; «Грузино», «Лучи», № 12; «Лампада вдовы» — «Лучи», T. 18; «Мертвый лев», «Лучи», Т. 9; «Несколько рассказов и описаний для детей от 8 до 14 лет», переводы и сочинения с картинками, СПб., 1863 г.; «Письмо к другу», «Лучи», 1852 г., Т. 5; «Хроника Смольного монастыря в царствование Императрицы Екатерины II», СПб., 1864 г. «Хроника» представляет ценный труд по массе собранного материала и очень интересных фактов, характеризующих преимущественно внутренний быт воспитанниц Смольного института в царствование Екатерины II.
В начале 1865 года Распопова уехала за границу, сначала на юг Франции, потом в Германию, где умерла, не перенеся тяжелой операции летом 1865 года в городе Тюбингене.